# ویتا (سیسیل)
ویتا (به ایتالیایی: Vita) یک کومونه در ایتالیا است که در استان تراپانی واقع شده‌است.

## خصوصیات
ویتا ۸٫۸۸ کیلومترمربع مساحت و ۲٬۴۳۵ نفر جمعیت دارد و ۴۸۰ متر بالاتر از سطح دریا واقع شده‌است.